# Cymatosyrinx nodulosa
Cymatosyrinx nodulosa é uma espécie de gastrópode do gênero Cymatosyrinx, pertencente à família Drilliidae.